# Quartier Anneessens
Le quartier Anneessens (en néerlandais : Anneessenswijk) est un quartier à l'ouest du Pentagone de la ville de Bruxelles. Ces axes de circulation principaux sont la rue Van Artevelde, la rue de la Senne et la rue des Fabriques. L'une de ses plus grandes places est la place Anneessens qui donne le nom au quartier. La place porte son nom en l'honneur de François Anneessens. C'est l'un des dix quartiers du Pentagone selon la Région de Bruxelles-Capitale pour la ville de Bruxelles, c'est une partie du quartier Midi-Lemonnier.
Le quartier est délimité par la rue du Houblon, la rue du Rem des Moines, la rue du Boulet, la rue des Chartreux, la rue Saint-Christophe et la rue des Riches Claires au nord, par le boulevard Anspach, la place Fontainas et le boulevard Maurice Lemonnier à l'est, par le boulevard du Midi et le boulevard de l'Abattoir au sud-ouest et la porte de Ninove et le boulevard Barthélémy le long du canal Charleroi-Bruxelles à l'ouest.